# Frank Brogan

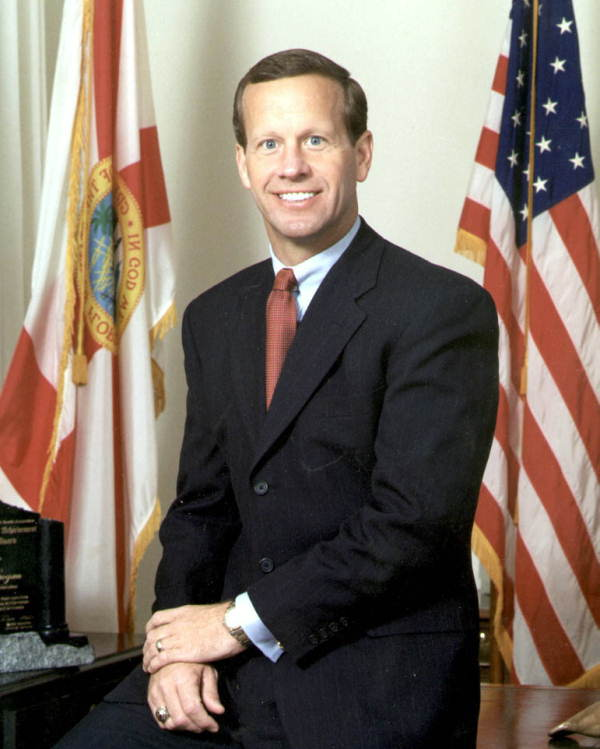
Frank Brogan

Frank Timothy Brogan (* 6. September 1953 in Cincinnati, Ohio) ist ein US-amerikanischer Politiker. Zwischen 1999 und 2003 war er Vizegouverneur des Bundesstaates Florida.

## Werdegang
Frank Brogan studierte an der University of Cincinnati und dann bis 1981 an der Florida Atlantic University. Er schlug eine immer noch anhaltende Laufbahn im Bildungswesen ein. Bereits ab 1978 unterrichtete er als Lehrer im Martin County in Florida. Später wechselte er in die Schulverwaltung, wo er Schulleiter und Schulrat wurde. Zwischenzeitlich wurde er als Mitglied der Republikanischen Partei auch politisch aktiv. 1994 wurde er als Commissioner of Education Bildungsminister von Florida. Im Jahr 1998 wurde Brogan an der Seite von Jeb Bush zum Vizegouverneur seines Staates gewählt. Dieses Amt bekleidete er zwischen 1999 und 2003. Dabei war er Stellvertreter des Gouverneurs. Auch als Vizegouverneur war er an bildungspolitischen Aktivitäten der Staatsregierung beteiligt. Bush und Brogan wurden im Jahr 2002 wiedergewählt.
Im Jahr 2003 trat Frank Brogan vom Amt des Vizegouverneurs zurück, um seine Laufbahn im Bildungswesen fortzusetzen. Zwischen 2003 und 2009 war er Präsident der Florida Atlantic University. Danach war er bis 2013 Dekan des State University System of Florida, das zwölf staatliche Universitäten umfasst. 2013 verließ er Florida und ging nach Pennsylvania, wo er Kanzler des Pennsylvania State System of Higher Education wurde.